# Sachsenweg
Sachsenweg je naselje v Občini Mühldorf v Okraju Špital ob Dravi  na Koroškem v Avstriji.